# 시마즈 다다요시 (1840년)
시마즈 다다요시(일본어: 島津 忠義 시마즈 타다요시[*], 1840년 5월 22일 ~ 1897년 12월 26일)는 막말의 다이묘이자 메이지 시대의 화족이다. 사쓰마번의 제12대 번주로 시마즈씨 제29대 당주이다. 관위는 종1위하 참의, 훈등은 훈1등, 작위는 공작이다.
아명은 소노스케(壮之助), 통칭 마타지로(又次郎)이다. 원복 후 첫 이름은 다다노리(忠徳)였지만, 번주 재임 중은 모치히사(茂久)로 자칭했다. 또한 다다요시(忠義)는 메이지 유신 후 1868년(게이오 4년) 1월 16일에 개명한 이름이다.

## 생애
시마즈씨의 분가인 에치젠 가의 당주 시마즈 히사미쓰의 장남으로 태어났다. 백부 시마즈 나리아키라의 양자가 되어, 1858년(안세이 5년) 나리아키라 사후 그 유언에 따라 호적을 잇게 되었다. 유언은 나리아키라의 아들 아키라마루(哲丸)가 어리기 때문에 임시로 입양한 형태였지만, 아키라마루도 어려서 사망했다. 그러나 번정의 실권은 당초 조부 시마즈 나리오키(島津斉興)와 후견인이 된 아버지 히사미쓰와 사이고 다카모리, 오쿠보 도시미치 등에게 장악되어 다다요시 자신은 젊은이라고 하여도 주체성을 발휘하지 못했다.(그러나 다다요시가 실권을 되찾으려고 하지 않았던 것이 사쓰마 번이 일치단결하여 도막운동을 하는 데 기여한 측면도 있었다)

## 같이 보기
- 번벌정치

| 전임 시마즈 나리아키라 | 제29대 시마즈 가문 당주 1858년 ~ 1897년 | 후임 시마즈 다다시게 |

| 전임 시마즈 나리아키라 | 제12대 사쓰마번 번주 1858년 ~ 1869년 | 후임 판적봉환 |

|  | 사쓰마번 번지사 1869년 ~ 1871년 | 후임 폐번치현 |